# Präsidentschaftswahl im Südsudan 2010
Die Präsidentschaftswahl im Südsudan 2010 fand vom 11. bis zum 15.  April statt und war die erste Präsidentschaftswahl im noch autonomen, die Unabhängigkeit anstrebenden Südsudan überhaupt. Sie wurde gleichzeitig mit der Wahl für den Präsidenten des Gesamtstaates Sudan und der Wahl der Gouverneure der zehn südsudanesischen Bundesstaaten durchgeführt.
Im Ergebnis wurde der bisherige Führer der Sudanesische Volksbefreiungsarmee und faktische Herrscher des Südsudan, Salva Kiir Mayardit, am 21. Mai 2010 als erster gewählter Präsident des autonomen Südsudan vereidigt.
Einige Kandidaten zogen ihre Kandidatur zu den Wahlen so spät zurück, dass ihre Namen trotz Rückzug auf den Stimmzetteln erschienen und sie Stimmen erhielten.

## Ergebnis
| Kandidaten | Parteien                                                 | Stimmen   | %    |
| ---------- | -------------------------------------------------------- | --------- | ---- |
| Salva Kiir | Sudanesische Volksbefreiungsbewegung                     | 2.616.613 | 93,0 |
| Lam Akol   | Sudan People’s Liberation Movement for Democratic Change | 197.217   | 7,0  |
| Gesamt     | Gesamt                                                   | 2.813.830 | 100  |
|            |                                                          |           |      |
| Quellen:   |                                                          |           |      |